# 대한민국 국무원
국무원(國務院)은 대통령과 국무총리, 기타의 국무위원으로 조직되는 합의체로서 대통령의 권한에 속한 중요 국책을 의결하는 대한민국의 옛 중앙행정기관이다. 1948년 7월 17일 정부 수립과 함께 발족하였으며 1961년 10월 2일 폐지되었다.

## 설치 근거 및 소관 업무
- 대한민국헌법 [헌법 제1호, 1948.07.17 제정] 제68조[1]

## 연혁
- 1948년 7월 17일 - 국무원을 신설.
- 1961년 10월 2일 - 국무원을 폐지.

## 조직
- 국토건설본부 ( 1960.12 ~ 1961.05 )
- 사무처 ( 1960.07 ~ 1961.07 )